# Тарновский, Ян Феликс

Герб рода Тарновских — Лелива

Ян Феликс Амор Тарновский (пол. Jan Feliks Amor Tarnowski; 6 мая 1777 , Дзиковский замок Тарнобжег — 3 мая 1842, там же) — граф, польский политический и общественный деятель, коллекционер, историк.

## Биография
Представитель аристократического рода графов Тарновских герба Лелива.
Воспитывался под надзором своего дяди Фаддея Феликсовича Чацкого. Во время своих путешествий по Польше и за границей с большим увлечением собирал редкие книги и рукописи, а также предметы произведений искусства и древности.
В 1815 г. был послан вместе со Станиславом Замойским в Париж в составе депутации герцогства для переговоров и изъявления верности императору Александру I, который с тех пор благоволил к нему.
24 августа 1815 был награжден орденом Святой Анны 1-й степени.
После Венского трактата, при создании Царства Польского, был назначен статс-референдарием, затем сенатором-каштеляном; состоял также членом Государственного Совета и комиссии образования.
Автор исторических трудов, занимался переводами на польский язык произведений древней литературы. Был членом «Общества друзей науки» в Варшаве, сотрудничал с императорским Виленским университетом, первым ректором которого был дядя его супруги Валерии — Иероним Стройновский.
В 1825 г. стал кавалером Ордена Святого Станислава 1 степени. 
Граф Тарновский и его жена Валерия (1782—1849), дочь В.Стройновского первые значительные покупки сделали во время поездки по Италии в 1803-1804 г. Уже в первой половине XIX века они собрали в родовом поместье необыкновенно ценные коллекции произведений искусства, живописи, предметов роскоши, обширную библиотеку и архив, уникальные документы, ценные книги, исторические реликвии и прочее.
После 1830 г. постоянно жил у себя в родовом имении в Дзикове среди своих коллекций.
У супругов было девять детей. 
Среди их внуков: 
- Владислав Тарновский, пианист, композитор, поэт и переводчик;
- Станислав Тарновский «Бялы»  (1838—1909), художник, коллекционер произведений искусства;
- Станислав Тарновский, историк литературы, литературный критик, публицист, ректор Ягеллонского университета.